# Sergei Alexandrowitsch Kowaljow
Sergei Alexandrowitsch Kowaljow (russisch Сергей Александрович Ковалёв; * 2. April 1983 in Kopeisk) ist ein russischer Profiboxer. Er ist ehemaliger, dreifacher WBO-Weltmeister sowie Weltmeister der IBF und der WBA, jeweils im Halbschwergewicht.
Er ist Ring Magazine Boxer des Jahres 2014.

## Amateurkarriere
Sergei Kowaljow begann im Alter von elf Jahren mit dem Boxen, kämpfte von 1998 bis 2009 im russischen Nationalteam und gewann 193 seiner 215 Amateurkämpfe. Auf nationaler Ebene wurde er 1997 und 1999 Russischer Jugendmeister, sowie 1998 Russischer Vize-Jugendmeister. 2000 und 2001 wurde er Russischer Vize-Juniorenmeister. 2004 erreichte er bei den Russischen Meisterschaften den zweiten Platz im Mittelgewicht. Er war dabei im Finale gegen Matwei Korobow gescheitert. 2005 wurde er Russischer Meister im Mittelgewicht und erreichte 2007 Platz 3 im Halbschwergewicht, nachdem er diesmal im Halbfinale gegen Artur Beterbijew knapp mit 24:25 ausgeschieden war. 2008 wurde er wieder Vizemeister.
Als Soldat der russischen Streitkräfte nahm er 2005 erstmals an den Militärweltmeisterschaften in Pretoria teil, schlug die Starter aus Ukraine, Deutschland, Niederlande, USA sowie Türkei und gewann damit die Goldmedaille im Halbschwergewicht. Bei der Militär-WM 2006 in Warendorf erreichte er Platz 2 im Halbschwergewicht, nachdem er verletzungsbedingt im Finale ausstieg und somit der Deutsche Gottlieb Weiss zum Sieger erklärt wurde. 2007 gewann er dann wieder die Militär-WM in Hyderabad, nachdem er sich im Halbschwergewicht gegen Moussa Konate aus Mali, Donald Makola aus Südafrika, Saur Teimurow aus Aserbaidschan, Abdelhafid Benchabla aus Algerien und Oleg Dimkowets aus Belarus durchsetzen konnte.

## Profikarriere
2009 wurde er in den USA Profi und zog dafür nach Fort Lauderdale, Florida. Zu seinen Trainern zählten oder zählen Don Turner, Abel Sanchez und John David Jackson. Er gewann seine ersten neun Kämpfe in Folge durch K. o. in einer der ersten beiden Runden. Im Oktober 2010 besiegte er Darnell Boone, der sechs Monate zuvor sensationell Adonis Stevenson ausgeknockt hatte. Nach fünf weiteren Siegen, davon vier K. o., gewann er am 29. Juli 2011 durch K. o. in der zweiten Runde gegen Douglas Otieno Okola, den US-Meistertitel der NABA.
Am 27. August 2011 boxte er gegen Grover Young, wobei dieser bereits in der zweiten Runde durch ein unabsichtliches Foul den Kampf verletzungsbedingt aufgeben musste. Da die Verletzung nicht durch Schlagwirkung, sondern ein unbeabsichtigtes Foul entstanden war, wurde der Kampf unentschieden gewertet. Am 5. Dezember 2011 gewann Kowaljow die Asienmeisterschaft des WBC, nachdem er seinen Landsmann Roman Simakow in der siebenten Runde durch t.K.o. besiegt hatte. Simakow musste mit einer Trage aus dem Ring gebracht werden und starb drei Tage später an den im Kampf erlittenen Verletzungen.
Kowaljow gewann noch vier weitere Kämpfe durch K. o., darunter erneut gegen Darnell Boone und Gabriel Campillo. Am 17. August 2013 boxte er in Wales gegen den ungeschlagenen WBO-Weltmeister Nathan Cleverly. Dabei hatte er den Waliser in der dritten Runde bereits zweimal am Boden, wobei es sich um die ersten Niederschläge in der Profikarriere von Cleverly handelte. In der vierten Runde setzte Kowaljow energisch nach und brachte Cleverly an den Rand eines Knockouts, ehe der Ringrichter einschritt und den Kampf abbrach. Kowaljow wurde zum Sieger durch t.K.o. erklärt.
Seine erste Titelverteidigung bestritt er am 30. November 2013 in Kanada gegen Ismail Sillach und gewann durch K. o. in der zweiten Runde. Seine zweite Titelverteidigung gewann er am 29. März 2014 in Atlantic City durch K. o. in der siebenten Runde gegen den ungeschlagenen US-Amerikaner Cedric Agnew. Eine weitere Titelverteidigung gewann er am 2. August 2014 durch t.K.o. in der zweiten Runde gegen den ebenfalls ungeschlagenen Australier Blake Caparello.
Am 8. November 2014 boxte er in Atlantic City gegen WBA- und IBF-Weltmeister Bernard Hopkins. Kowaljow erzielte dabei bereits in der ersten Runde einen Niederschlag und gewann nach zwölf Runden einstimmig nach Punkten. Im März 2015 besiegte er den Kanadier Jean Pascal vorzeitig in der achten Runde, als dieser nach schweren Treffern und unter Gleichgewichtsproblemen leidend, vom Ringrichter aus dem Kampf genommen wurde.
Am 25. Juli 2015 schlug er den Franzosen Nadjib Mohammedi durch K. o. in der dritten Runde und hatte ihn bereits in der zweiten am Boden. Die Revanche zwischen Kowaljow und dem Kanadier Jean Pascal stieg am 30. Januar 2016, welchen Kowaljow am Ende durch Aufgabe in der 7. Runde gewinnen konnte, da das Team von Jean Pascal das Handtuch schmiss, um ihn somit vor Schlimmerem zu bewahren.
Am 11. Juli 2016 boxte er in Jekaterinburg gegen den bisher ungeschlagenen gebürtigen Malawier, Isaac Chilemba. Kowaljow erzielte in der siebenten Runde einen Niederschlag und gewann nach zwölf Runden einstimmig nach Punkten.
Am 19. November 2016 verlor er einstimmig nach Punkten gegen Andre Ward und erlitt somit die erste Niederlage seiner Profikarriere. Ward wurde anschließend zum besten Boxer Pound for pound erklärt. Am 17. Juni 2017 verlor Kowaljow den Rückkampf gegen Andre Ward umstritten durch T.K.o. in der achten Runde.
Am 25. November 2017 gewann Kowaljow erneut den WBO-Weltmeistertitel im Halbschwergewicht. Er besiegte dabei Wjatscheslaw Schabranskyj durch technischen Knockout in der zweiten Runde, nachdem er seinen Gegner bereits in der ersten Runde zweimal am Boden hatte. Im März 2018 besiegte er Igor Mikhalkin vorzeitig in der siebenten Runde. Seinen Titel verlor er schließlich am 4. August 2018 durch eine TKO-Niederlage in der siebenten Runde an den Kolumbianer Eleider Álvarez.
Kowaljow bereitete sich anschließend unter Buddy McGirt und Teddy Cruz auf den Rückkampf gegen Álvarez am 2. Februar 2019 vor. Diesen gewann er in Texas durch einen einstimmigen Punktesieg und wurde damit erneut WBO-Weltmeister im Halbschwergewicht. Seine erste Titelverteidigung gewann er im August 2019 durch TKO gegen Anthony Yarde. Am 2. November 2019 verlor er in Las Vegas seinen WBO-WM-Titel im Halbschwergewicht durch eine K.-o.-Niederlage gegen den Mexikaner Saúl Álvarez in der elften Runde.
Seinen nächsten Kampf bestritt er erst im Mai 2022 und siegte dabei einstimmig gegen Terwel Pulew.

## Liste der Profikämpfe
| 34 Siege (29 K.-o.-Siege), 4 Niederlagen, 1 Unentschieden       |               |                                                                     |                                                                           |                                          |
| Jahr                                                            | Tag           | Ort                                                                 | Gegner                                                                    | Ergebnis für Kowaljow                    |
| 2009                                                            | 25. Juli      | Greenboro Coliseum, Greensboro, USA                                 | Daniel Chavez Profidebüt                                                  | Sieg / TKO 1. Runde                      |
| 2009                                                            | 8. August     | Metropolitan Convention Center, Columbia (South Carolina), USA      | Darryl Johnson                                                            | Sieg / TKO 1. Runde                      |
| 2009                                                            | 29. August    | Emerald Queen Casino, Tacoma (Washington), USA                      | Michael Birthmark                                                         | Sieg / Aufgabe 1. Runde                  |
| 2009                                                            | 12. September | Playboy Mansion, Beverly Hills, USA                                 | Ayodeji Fadeyi                                                            | Sieg / Aufgabe 1. Runde                  |
| 2009                                                            | 10. Oktober   | Coliseum Complex Events Center, Greensboro, USA                     | Micky Stackhouse                                                          | Sieg / TKO 2. Runde                      |
| 2010                                                            | 6. März       | George Mason University, Fairfax (Virginia), USA                    | Francois Ambang                                                           | Sieg / KO 2. Runde                       |
| 2010                                                            | 19. März      | Derby Park Expo, Louisville (Kentucky), USA                         | Nathan Bedwell                                                            | Sieg / TKO 1. Runde                      |
| 2010                                                            | 19. Juni      | Emerald Queen Casino, Tacoma (Washington), USA                      | Harley Kilfian                                                            | Sieg / TKO 2. Runde                      |
| 2010                                                            | 11. September | Playboy Mansion, Beverly Hills, USA                                 | Kia Daniels                                                               | Sieg / KO 1. Runde                       |
| 2010                                                            | 9. Oktober    | Metro Fitness, Atlanta, USA                                         | Darnell Boone                                                             | Punktsieg (mehrstimmig) / 8 Runden       |
| 2010                                                            | 19. November  | UIC Pavillion, Chicago, USA                                         | Dallas Vargas                                                             | Sieg / TKO 2. Runde                      |
| 2010                                                            | 15. Dezember  | Vodoley, Jekaterinburg, Russland                                    | Karen Avetisyan                                                           | Punktsieg (einstimmig) / 6 Runden        |
| 2011                                                            | 12. März      | Hilton Towers Ballroom, Louisiana, USA                              | William Johnson                                                           | Sieg / TKO 2. Runde                      |
| 2011                                                            | 1. April      | UIC Pavillion, Chicago, USA                                         | Julius Fogle                                                              | Sieg / KO 2. Runde                       |
| 2011                                                            | 6. Mai        | Fantasy Springs Casino, Indio (Kalifornien), USA                    | Terrance Woods                                                            | Sieg / KO 3. Runde                       |
| 2011                                                            | 29. Juli      | The Cosmopolitan of Las Vegas, Las Vegas, USA                       | Douglas Otieno Okola WBA-NABA-Halbschwergewicht-Meisterschaft             | Sieg / KO 2. Runde                       |
| 2011                                                            | 27. August    | Playboy Mansion, Beverly Hills, USA                                 | Grover Young                                                              | Unentschieden / TD 2. Runde              |
| 2011                                                            | 5. Dezember   | Palast der Spielsportarten (Jekaterinburg), Jekaterinburg, Russland | Roman Simakow WBC-ABC-Halbschwergewicht-Meisterschaft                     | Sieg / TKO 7. Runde                      |
| 2012                                                            | 1. Juni       | Sands Casino Resort, Bethlehem (Pennsylvania), USA                  | Darnell Boone                                                             | Sieg / TKO 2. Runde                      |
| 2012                                                            | 21. September | Sands Casino Resort, Bethlehem (Pennsylvania), USA                  | Lionell Thompson                                                          | Sieg / TKO 3. Runde                      |
| 2013                                                            | 19. Januar    | Mohegan Sun Casino, Connecticut, USA                                | Gabriel Campillo                                                          | Sieg / TKO 3. Runde                      |
| 2013                                                            | 14. Juni      | Sands Casino Resort, Bethlehem (Pennsylvania), USA                  | Cornelius White                                                           | Sieg / TKO 3. Runde                      |
| 2013                                                            | 17. August    | Motorpoint Arena Cardiff, Cardiff, Großbritannien                   | Nathan Cleverly WBO-Halbschwergewicht-Weltmeisterschaft                   | Sieg / TKO 4. Runde                      |
| 2013                                                            | 30. November  | Colisée Pepsi, Québec, Kanada                                       | Ismail Sillach WBO-Halbschwergewicht-Titelverteidigung                    | Sieg / KO 2. Runde                       |
| 2014                                                            | 29. März      | Boardwalk Hall, Atlantic City (New Jersey), USA                     | Cedric Agnew WBO-Halbschwergewicht-Titelverteidigung                      | Sieg / KO 7. Runde                       |
| 2014                                                            | 2. August     | Revel Resort, Atlantic City (New Jersey), USA                       | Blake Caparello WBO-Halbschwergewicht-Titelverteidigung                   | Sieg / TKO 2. Runde                      |
| 2014                                                            | 8. November   | Boardwalk Hall, Atlantic City (New Jersey), USA                     | Bernard Hopkins IBF/WBA/WBO-Halbschwergewicht-Titelvereinigung            | Punktsieg (einstimmig) / 12 Runden       |
| 2015                                                            | 14. März      | Bell Centre, Montreal, Kanada                                       | Jean Pascal IBF/WBA/WBO-Halbschwergewicht-Titelverteidigung               | Sieg / TKO 8. Runde                      |
| 2015                                                            | 25. Juli      | Mandalay Bay Events Center, Las Vegas, USA                          | Nadjib Mohammedi IBF/WBA/WBO-Halbschwergewicht-Titelverteidigung          | Sieg / KO 3. Runde                       |
| 2016                                                            | 30. Januar    | Bell Centre, Montreal, Kanada                                       | Jean Pascal IBF/WBA/WBO-Halbschwergewicht-Titelverteidigung               | Sieg / Aufgabe 7. Runde                  |
| 2016                                                            | 11. Juli      | Palast der Spielsportarten (Jekaterinburg), Jekaterinburg, Russland | Isaac Chilemba IBF/WBA/WBO-Halbschwergewicht-Titelverteidigung            | Punktsieg (einstimmig) / 12 Runden       |
| 2016                                                            | 19. November  | T-Mobile Arena, Paradise, USA                                       | Andre Ward IBF/WBA/WBO-Halbschwergewicht-Titelverteidigung                | Punktniederlage (einstimmig) / 12 Runden |
| 2017                                                            | 17. Juni      | Mandalay Bay Events Center, Las Vegas, USA                          | Andre Ward IBF/WBA/WBO-Halbschwergewicht-Weltmeisterschaft                | Niederlage / TKO 8. Runde                |
| 2017                                                            | 25. November  | The Theater at Madison Square Garden, New York City, USA            | Wjatscheslaw Schabranskyj vakante WBO-Halbschwergewicht-Weltmeisterschaft | Sieg / TKO 2. Runde                      |
| 2018                                                            | 3. März       | The Theater at Madison Square Garden, New York City, USA            | Igor Mikhalkin WBO-Halbschwergewicht-Titelverteidigung                    | Sieg / TKO 7. Runde                      |
| 2018                                                            | 4. August     | Mark G. Etess Arena, Atlantic City (New Jersey), USA                | Eleider Álvarez WBO-Halbschwergewicht-Titelverteidigung                   | Niederlage / TKO 7. Runde                |
| 2019                                                            | 2. Februar    | Ford Center at The Star, Frisco (Texas), USA                        | Eleider Álvarez WBO-Halbschwergewicht-Weltmeisterschaft                   | Punktsieg (einstimmig) / 12 Runden       |
| 2019                                                            | 24. August    | Eissportarena Traktor, Tscheljabinsk, Russland                      | Anthony Yarde WBO-Halbschwergewicht-Titelverteidigung                     | Sieg / TKO 11. Runde                     |
| 2019                                                            | 2. November   | MGM Grand Garden Arena, Las Vegas, USA                              | Saúl Álvarez WBO-Halbschwergewicht-Titelverteidigung                      | Niederlage / KO 11. Runde                |
| Quelle: Sergei Alexandrowitsch Kowaljow in der BoxRec-Datenbank |               |                                                                     |                                                                           |                                          |

## Boxstil
Kowaljow gilt durch seine Amateurvergangenheit als technisch versierter Boxer, der häufig versucht seinen Gegner mit verschiedensten Schlagtechniken schnell unter Druck zu setzen. Zusätzlich besitzt er ein gutes Antizipationsvermögen, wodurch er sich auf seine Kontrahenten bestens einzustellen weiß. In entscheidenden Momenten versteht Kowaljow es effektiv nachzusetzen, um so die vorzeitige Entscheidung zu suchen.